# Darren Huckerby
Darren Carl Huckerby, couramment appelé Darren Huckerby, est un footballeur anglais, né le 23 avril 1976 à Nottingham. Évoluant au poste d'attaquant ou ailier, il est principalement connu pour ses saisons à Coventry City, Leeds United, Manchester City et surtout Norwich City.

## Biographie

### Carrière de joueur
Natif de Nottingham, il commence sa carrière avec Lincoln City en D4 en 1993, promu depuis le centre de formation en équipe première par Keith Alexander.
Ses bonnes performances attirent alors l'attention de clubs plus huppés et il est recruté par Newcastle United pour la saison 1995-96 pour 400,000 £, faisant ainsi un bon de 4 divisions pour découvrir la Premier League. Toutefois, les possibilités de jeu en équipe première lui sont plutôt réduites, ne faisant qu'une seule apparition sous le maillot des Magpies, avant d'être prêté à Millwall pour s'y aguerrir et y retrouver du temps de jeu. De retour de prêt, son horizon semblant tout autant bouché qu'avant son départ, il accepte d'être transféré à Coventry City recruté par Gordon Strachan pour 1 million de £.
Au sein de ce club, il forme trident d'attaque prolifique avec Dion Dublin et Noel Whelan, à tel point que Dublin est appelé en équipe d'Angleterre et Huckerby en Angleterre B. Sous le maillot des Light Blues, il inscrit deux coups du chapeau, le premier le 25 avril 1998, lors d'un match nul 3-3 contre Leeds United à Elland Road, le second le 9 janvier 1999, lors d'une victoire à domicile 4-0 contre Nottingham Forest.
À l'issue de la saison 1998-99, il est transféré à Leeds United pour 6 millions de £. Toutefois, son passage à Elland Road n'est pas une grande réussite, ne marquant que deux buts dans la saison (contre son ancien club, Coventry City, et contre Watford). De plus, le club compte alors un nombre important d'attaquants talentueux (Mark Viduka, Alan Smith et Michael Bridges) et Huckerby a du mal à y faire sa place. Il participe tout de même à la campagne européenne 1999-2000 du club en Coupe UEFA, inscrivant un but face au Partizan Belgrade, et à celle de la saison 2000-01 en Ligue des champions, inscrivant un but face au Beşiktaş.
Manchester City l'engage en décembre 2000 pour 3,38 millions de £ alors que l'équipe lutte pour éviter la relégation lors de la saison 2000-01. Même si le club est effectivement relégué en D2, le club remonte immédiatement en remportant le championnat, avec Huckerby inscrivant 26 buts dans la saison. Pour leur retour en Premier League, Huckerby commence la saison suivante comme titulaire, mais les arrivées de Nicolas Anelka et de Jon Macken (en) réduisent considérablement son temps de jeu. Il est alors prêté à Nottingham Forest avec qui il finit le championnat de D2 avec une place en playoff.
Au début de la saison 2003-04, retourné entre-temps à Manchester City, il est de nouveau prêté, cette fois-ci à Norwich City pour une période de trois mois. Il y fait une bonne impression et est recruté définitivement en décembre 2003 pour un montant initial de 750,000 £, porté à 1 million de £ à la suite de la remontée des Canaries en Premier League. Huckerby a d'ailleurs été un des joueurs phares dans la conquête de cette promotion, inscrivant 14 buts et arrivant en deuxième position pour le choix du joueur de l'année par les supporteurs du club, derrière Craig Fleming (en).
Pour la saison 2004-05, Huckerby est repositionné en ailier gauche et même si son nombre de buts diminue (7 réalisations lors de la saison), son influence sur le jeu grandit. Il est l'un des chouchous du public, choisi comme joueur de l'année par les supporteurs pour cette saison, il le sera de nouveau deux saisons plus tard en 2006-07, et terminera deuxième derrière Gary Doherty en 2005-06. Il est intronisé au temple de la renommée du club (en) en 2006.
Le 13 avril 2008, il joue son 200e pour les Canaries, à l'occasion du derby de l'Est-Anglie contre Ipswich Town. Le 4 mai 2008, il inscrit son dernier but pour Norwich City, lors d'une défaite 1-4 contre Sheffield Wednesday. Il choisit en effet de ne pas renouveler son contrat, qui courait jusqu'à la fin de la saison 2008-09, car il n'avait pas senti suffisamment d'envie de le garder de la part du nouvel entraîneur du club, Glenn Roeder. Cette décision attriste énormément les supporteurs qui reprochent au club de ne pas avoir montré assez de considération pour un joueur d'une telle importance. Il reviendra jouer à Carrow Road en 2012, à l'occasion du jubilé d'Adam Drury, pour un match contre le Celtic.
À la fin de son contrat avec Norwich City, sentant que ses meilleures années sont derrière lui, il choisit de vivre une expérience hors d'Angleterre en s'engageant pour l'équipe américaine des San José Earthquakes. Il y joue son premier match le 19 juillet 2008 lors d'un match nul 0-0 contre le Toronto FC et il inscrit son premier but le 27 juillet 2008 contre les Red Bulls de New York. Sa saison 2008 en Major League Soccer est une grande réussite, Huckerby se voyant récompensé du Trophée du nouveau venu de la MLS. Malheureusement, sa saison 2009 fut gâchée par une blessure à la hanche, et malgré une opération, il décide de mettre un terme à sa carrière.

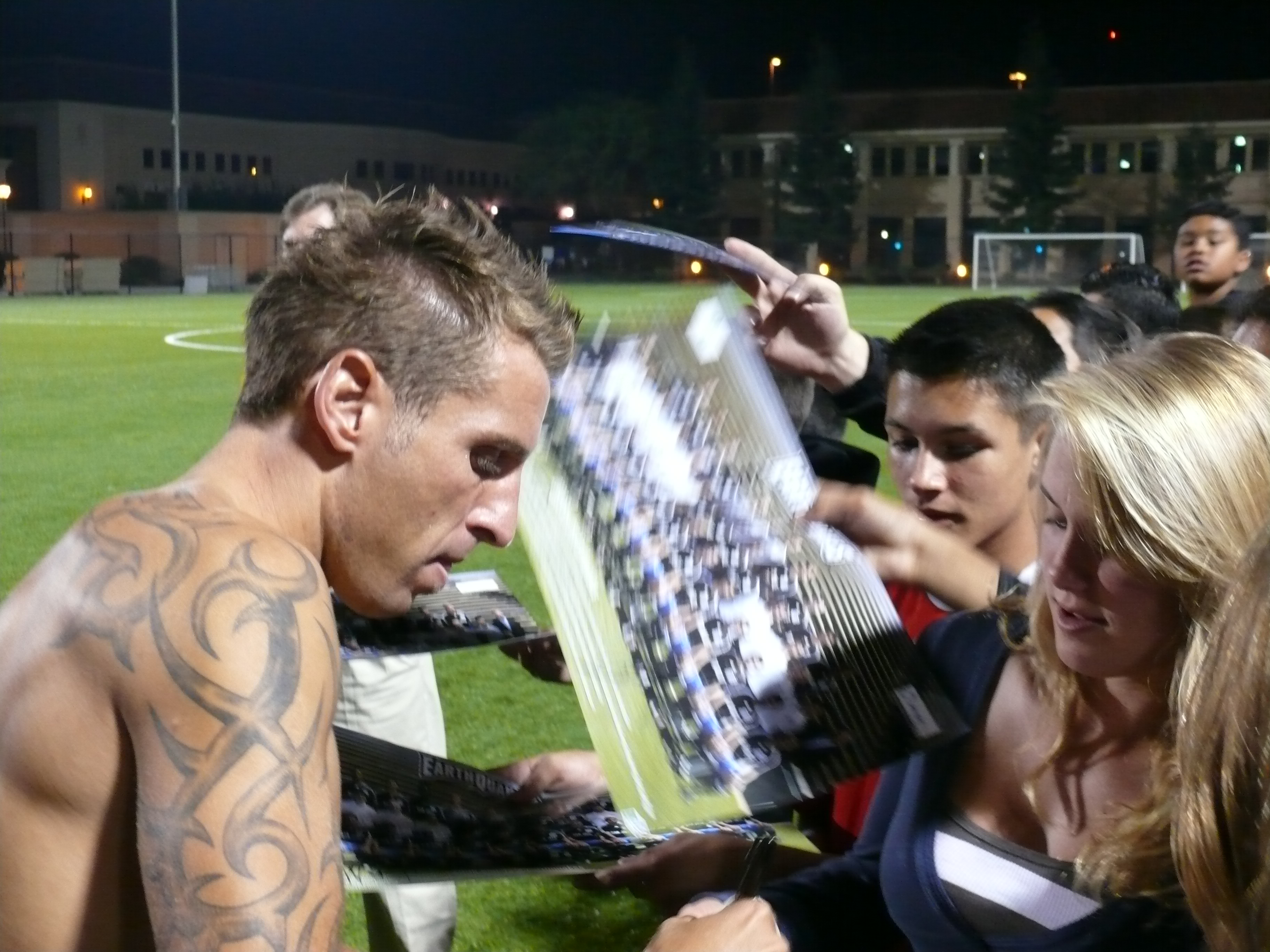
Darren Huckerby signe des autographes à des supporteurs des San José Earthquakes.

## Palmarès
- Manchester City :
  - Champion de D2 anglaise en 2001-02
- Norwich City :
  - Champion de D2 anglaise en 2003-04
  - Joueur de l'année par les supporteurs en 2004-05 et 2006-07
- San José Earthquakes :
  - Joueur du mois de la MLS en septembre 2008
  - Trophée du nouveau venu de la MLS en 2008

## Statistiques
| Carrière en club | Carrière en club     | Carrière en club    | Championnat | Championnat | FA Cup  | FA Cup | League Cup | League Cup | Coupes d'Europe | Coupes d'Europe | Total   | Total |
| Saison           | Club                 | Division            | Matches     | Buts        | Matches | Buts   | Matches    | Buts       | Matches         | Buts            | Matches | Buts  |
| ---------------- | -------------------- | ------------------- | ----------- | ----------- | ------- | ------ | ---------- | ---------- | --------------- | --------------- | ------- | ----- |
| 1993–94          | Lincoln City         | Third Division      | 6           | 1           | 0       | 0      | 0          | 0          |                 |                 |         |       |
| 1994–95          | Lincoln City         | Third Division      | 6           | 2           | 0       | 0      | 0          | 0          |                 |                 |         |       |
| 1995–96          | Lincoln City         | Third Division      | 16          | 2           | 0       | 0      | 2          | 0          |                 |                 |         |       |
| 1995–96          | Newcastle United     | Premier League      | 1           | 0           | 1       | 0      | 0          | 0          |                 |                 |         |       |
| 1996–97          | Millwall             | Second Division     | 6           | 3           | 0       | 0      | 0          | 0          |                 |                 |         |       |
| 1996–97          | Coventry City        | Premier League      | 25          | 5           | 4       | 2      | 0          | 0          |                 |                 | 29      | 7     |
| 1997–98          | Coventry City        | Premier League      | 34          | 14          | 5       | 1      | 1          | 0          |                 |                 | 40      | 15    |
| 1998–99          | Coventry City        | Premier League      | 34          | 9           | 3       | 3      | 2          | 0          |                 |                 | 39      | 12    |
| 1999-00          | Coventry City        | Premier League      | 1           | 0           | 0       | 0      | 0          | 0          |                 |                 | 1       | 0     |
| 1999-00          | Leeds United         | Premier League      | 33          | 2           | 3       | 0      | 1          | 0          |                 |                 | 37      | 2     |
| 2000–01          | Leeds United         | Premier League      | 7           | 0           | 0       | 0      | 1          | 2          |                 |                 | 8       | 2     |
| 2000–01          | Manchester City      | Premier League      | 13          | 1           | 3       | 1      | 0          | 0          | 0               | 0               | 16      | 2     |
| 2001–02          | Manchester City      | First Division      | 40          | 20          | 3       | 1      | 3          | 5          | 0               | 0               | 46      | 26    |
| 2002–03          | Manchester City      | Premier League      | 16          | 1           | 1       | 0      | 2          | 1          | 0               | 0               | 19      | 2     |
| 2002–03          | Nottingham Forest    | First Division      | 9           | 5           |         |        |            |            |                 |                 |         |       |
| 2003–04          | Norwich City         | First Division      | 36          | 14          | 1       | 0      | 0          | 0          |                 |                 |         |       |
| 2004–05          | Norwich City         | Premier League      | 37          | 6           | 1       | 0      | 2          | 1          |                 |                 |         |       |
| 2005–06          | Norwich City         | Championship        | 43          | 8           | 0       | 0      | 2          | 1          |                 |                 |         |       |
| 2006–07          | Norwich City         | Championship        | 40          | 8           | 4       | 5      | 0          | 0          |                 |                 |         |       |
| 2007–08          | Norwich City         | Championship        | 34          | 5           | 2       | 0      | 1          | 0          |                 |                 |         |       |
| USA              | USA                  | USA                 | Championnat | Championnat |         |        |            |            |                 |                 | Total   | Total |
| 2008             | San Jose Earthquakes | Major League Soccer | 14          | 6           |         |        |            |            |                 |                 |         |       |
| 2009             | San Jose Earthquakes | Major League Soccer | 11          | 3           |         |        |            |            |                 |                 |         |       |
| Total            | Angleterre           | Angleterre          | 437         | 106         |         |        |            |            |                 |                 |         |       |
| Total            | USA                  | USA                 | 25          | 9           |         |        |            |            |                 |                 |         |       |
| Total Carrière   | Total Carrière       | Total Carrière      | 462         | 115         |         |        |            |            |                 |                 |         |       |